# The Boy With No Name
The Boy With No Name is een studioalbum van de Schotse britpopband Travis. Het album kwam uit in mei 2007 op het label van Independiente.

## Nummers
1. "3 Times and You Lose" - 4:14
2. "Selfish Jean" - 4:00
3. "Closer" - 4:00
4. "Big Chair" - 4:07
5. "Battleships" - 4:11
6. "Eyes Wide Open" - 2:59
7. "My Eyes" - 4:08
8. "One Night" - 4:00
9. "Under The Moonlight" (met KT Tunstall) - 4:00
10. "Out In Space" - 3.35
11. "Colder" - 4.06
12. "New Amsterdam / Sailing Away" - 9:26
13. "Perfect Heaven Space" - 3.50 (niet op alle versies van dit album)

## Artiesten
- Francis Healy – zang, gitaar, harmonica
- Andy Dunlop – gitaar
- Dougie Payne – basgitaar, achtergrondzang
- Neil Primrose – drums